# Кесшур (Шарканський район)
Кесшу́р (рос. Кесшур) — присілок у складі Шарканського району Удмуртії, Росія.

## Населення
Населення — 133 особи (2010; 110 у 2002).
Національний склад станом на 2002:
- удмурти — 62 %
- росіяни — 38 %

## Урбаноніми[3]
- вулиці — Зарічна, Красногорська